# Lloydstraße (Bremerhaven)

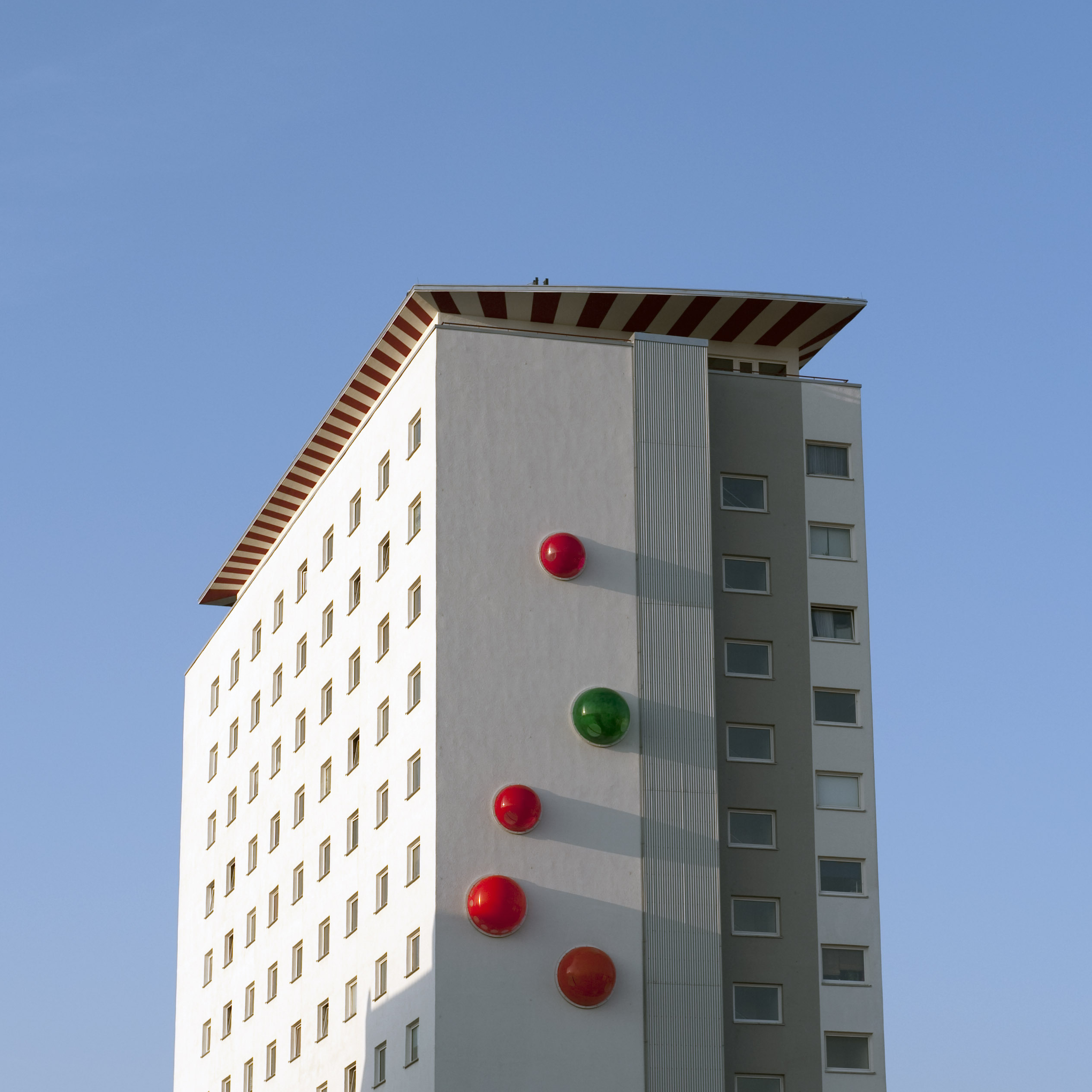
Wohnhochhaus Freigebiet von 1955

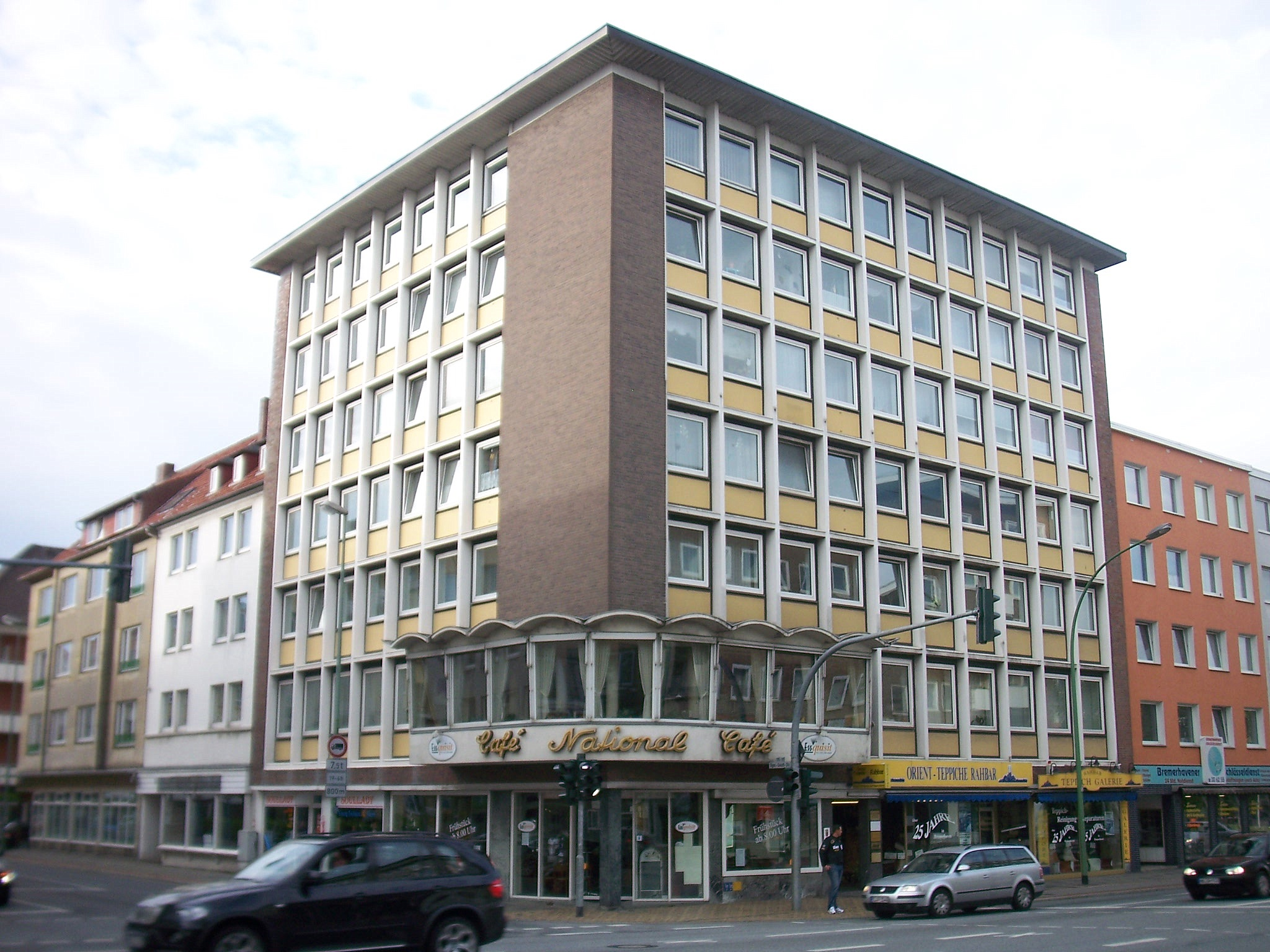
Eckhaus Lloydstr./Bürger mit Café National

Die Lloydstraße ist eine historische Straße in Bremerhaven, Stadtteil Mitte.
Sie führt als Hauptdurchgangsstraße in Ost-West-Richtung von der Grimsbystraße bis zum Lloyd-Platz am Neuen Hafen. Sie ist Teil der Bundesstraße 212.
Die Querstraßen wurden benannt als Hafenstraße, Grenzstraße nach der Grenze zwischen Bremerhaven im Land Bremen und Lehe in Preußen. Deichstraße nach dem Geestedeich, Grazer Straße, Bürgermeister-Smidt-Straße nach dem Bremer Bürgermeister und Stadtgründer von Bremerhaven Johann Smidt, Ankerstraße und Schifferstraße nach Seestadtmoriven, Barkhausenstraße nach dem Bremer Bürgermeister Carl Georg Barkhausen (1848–1917), Columbusstraße nach dem Entdecker Amerikas Christoph Columbus; ansonsten siehe beim Link zu den Straßen.

## Geschichte

### Name
Die Lloydstraße wurde nach der Reederei und dem Werftbetrieb Norddeutscher Lloyd (NDL) benannt. Der Lloyd war zeitweise die größte Reederei in Deutschland. Die Lloyd-Schiffe Kaiser Wilhelm der Große, Kronprinz Wilhelm, Kaiser Wilhelm II., Bremen und Europa trugen das Blaue Band als die damals schnellsten Schiffe auf der Transatlantik-Route Europa – New York.

### Entwicklung
Nach der Gründung von Bremerhaven (1827) entstanden zunächst bis 1830 der Alte Hafen und von 1847 bis 1852 der Neue Hafen. Von dort führte die Schleusenstraße ostwärts zur Bürgermeister-Smidt-Straße. 1864 folgte der Ausbau der Schleusenstraße, die nun den Namen Lloydstraße erhielt. 1873 erhielt die Straße eine Kanalisation. Die Straße war im östlichen Bereich seit den 1890er Jahren durch eine Blockrandbebauung mit Mietshäusern geprägt.
Im Zweiten Weltkrieg wurden alle Gebäude von Bombenangriffen zerstört. Die Wohnanlage Lloydstraße mit der eingeschossigen Ladenzeile wurde bis 1954 gebaut und zugleich entstand die Schillerschule und in Rekordzeit ein Wohnhochhaus.

### Verkehr
Seit 1881 gab es eine Pferdestraßenbahn. Von 1898 bis 1949 wurde sie zu einem elektrischen Straßenbahnbetrieb mit bis zu sechs Linien umgebaut (siehe auch Schwarz/Weiß-Bild linksseitig: Gleislage 1952). 1982 wurde die Straßenbahn stillgelegt.
Es verkehren hier die Buslinien S, 502, 508, 509 und NL der BremerhavenBus der Bremerhavener Versorgungs- und Verkehrs-GmbH (BVV). Ein Anruf-Linientaxi ergänzt das Angebot.

## Gebäude und Anlagen
An der Straße befinden sich vier bis siebengeschossige Wohn- und Wohn- und Geschäftshäuser sowie ein 14-geschossiges Hochhaus.

### Baudenkmale
- Lloydstraße 18–24, Gasstraße 11, Grazer Straße 23–29, Max-Eyth-Platz 1–2: Fünfgeschossige Wohnanlage Lloydstraße mit eingeschossiger Ladenzeile an der Grazer- und der Lloydstraße von 1954 nach Plänen von Hans Siedentopf.[2] An dieser Stelle stand eine Blockrandbebauung mit Mietshäusern der 1890er Jahre.

### Erwähnenswerte Gebäude
- Nr. 15: 4- bis 5-gesch. Schillerschule von 1954 war früher eine Haupt- und Mittelschule, von 1866 bis 1944 Standort der Knabenvolksschule (Goetheschule); heute Volkshochschule Bremerhaven
- Nr. 32 Ecke Bürgermeister-Smidt-Straße 101: 7-gesch. Bürohaus der 1950er Jahre mit dem zentralen Café National.
- Max-Eyth-Platz 3/Grazer Straße/Lloydstraße: Berufsschulzentrum für verschieden, wechselnde Ausbildungsrichtungen; das Kaufmännische Schulgebäude an der Lloydstraße war 1955 fertig.
- Freigebiet 1, Lloydstraße Ecke Deichstraße: 14-gesch. erstes höheres (46 Meter) Wohnhochhaus von 1954 mit 217 Wohnungen nach Plänen von Helmut Günther, für die GEWOG / Neue Heimat in der neuen Gleitbauweise gebaut, linderte die erste Wohnungsnot; später grundlegend saniert.
- Lloydplatz/Barkhausenstraße:
  - 7-gesch. Wohnhaus mit 29 Wohnungen von um 2006 nach Plänen von Andreas Heller (Hamburg), geprägt durch die wellenförmigen umlaufenden Balkonbänder. Vom gleichen Architekt stammt der Neubau des nahen Museums Deutsches Auswandererhaus.
  - 6-gesch. Bürohaus (t.i.m.e.Port II) von 2006 mit u. a. dem Institut für Seeverkehrswirtschaft und Logistik (ISL).